# Marchin On
"Marchin On" é uma canção da banda de rock americana OneRepublic, escrito e produzido pelo vocalista Ryan Tedder para o grupo do segundo álbum de estúdio do Waking Up (2009). O produtor e rapper Timbaland incluiu uma versão remixada da música para o seu álbum de 2009 Shock Value 2.
A faixa foi lançada como o terceiro single do álbum na Europa-Germânica em junho de 2010, onde apareceu no canal de televisão alemão ZDF servindo como canção promocional da Copa do Mundo FIFA 2010.
Originalmente, a canção "Good Life" deveria servir como o terceiro single, mas devido a "Marchin On" ter sido selecionada para a FIFA, "Good Life" teve de ser adiada a ser o quarto single.

## Videoclipe
O vídeo da música apresenta a versão Patriot Remix. Ele mostra a banda dançando e tocando instrumentos diferentes; de Drew Brown tocando guitarra, Eddie Fisher tocando bateria e um baixo marchando tambor, Brent Kutzle tocando um tambor de marcha, Zach Filkins tocando um sintetizador e agitador, e Ryan Tedder cantando e tocando o piano e pandeiro. No fundo do vídeo, iluminação de efeitos especiais aparecem, o que dá o vídeo um efeito de vibe.

## Recepção da Critica
As criticas para a canção foram geralmente positivas. O Los Angeles Times comentou que, "Marchin On" leva um gancho de backing vocal e escreve uma música inteira em torno dele, ganhando a grandeza de seu imaginário bandeiras e combate a isso. Em uma critica para o álbum Waking Up, Davey Boy da Sputnikmusic, comentou que a canção tem como muitos detratores os fãs com sua abordagem estilo militar.

## Lista de Faixas
| Download digital |                                     |         |  |
| N.º              | Título                              | Duração |  |
| 1.               | "Marchin On (Patriot Remix)"        | 4:12    |  |
| 2.               | "Marchin On (Timbo Version) — 4:09" | 4:09    |  |

## Desempenho Comercial
| Parada (2010)                          | Melhor posição |
| -------------------------------------- | -------------- |
| Áustria - (Austrian Singles Chart)     | 7              |
| Alemanha - (German Singles Chart)      | 6              |
| Alemanha - (German Airplay Chart)      | 2              |
| Bélgica - (Ultratip - Flanders)        | 14             |
| Bélgica - (Ultratip - Wallonia)        | 5              |
| Chéquia - (Czech Airplay Chart)        | 42             |
| União Europeia - (European Hot 100)    | 24             |
| Nova Zelândia - (RIANZ Top 40 Singles) | 23             |
| Suíça - (Swiss Singles Chart)          | 37             |

| Chart (2010)                      | Posição |
| --------------------------------- | ------- |
| Alemanha - (German Singles Chart) | 28      |